# ميلان (كيبك)
ميلان (بالإنجليزية: Milan, Quebec)‏ هي بلدية محلية في كيبيك تقع في كندا في Le Granit Regional County Municipality. يقدر عدد سكانها بـ 270 نسمة ومساحتها 130.80 كم2 .

## المناخ
يظهر الجدول التالي التغييرات المناخية على مدار السنة لميلان:
| البيانات المناخية لـميلان         | البيانات المناخية لـميلان | البيانات المناخية لـميلان | البيانات المناخية لـميلان | البيانات المناخية لـميلان | البيانات المناخية لـميلان | البيانات المناخية لـميلان | البيانات المناخية لـميلان | البيانات المناخية لـميلان | البيانات المناخية لـميلان | البيانات المناخية لـميلان | البيانات المناخية لـميلان | البيانات المناخية لـميلان | البيانات المناخية لـميلان |
| الشهر                             | يناير                     | فبراير                    | مارس                      | أبريل                     | مايو                      | يونيو                     | يوليو                     | أغسطس                     | سبتمبر                    | أكتوبر                    | نوفمبر                    | ديسمبر                    | المعدل السنوي             |
| --------------------------------- | ------------------------- | ------------------------- | ------------------------- | ------------------------- | ------------------------- | ------------------------- | ------------------------- | ------------------------- | ------------------------- | ------------------------- | ------------------------- | ------------------------- | ------------------------- |
| الدرجة القصوى °م (°ف)             | 16 (61)                   | 16 (61)                   | 21.5 (70.7)               | 28 (82)                   | 30 (86)                   | 31.5 (88.7)               | 33.3 (91.9)               | 32.2 (90.0)               | 30 (86)                   | 26.7 (80.1)               | 21.7 (71.1)               | 17.2 (63.0)               | 33.3 (91.9)               |
| متوسط درجة الحرارة الكبرى °م (°ف) | −6.6 (20.1)               | −5.1 (22.8)               | 0.7 (33.3)                | 7.5 (45.5)                | 16.1 (61.0)               | 20.7 (69.3)               | 22.8 (73.0)               | 21.5 (70.7)               | 16.5 (61.7)               | 10 (50)                   | 2.7 (36.9)                | −3.7 (25.3)               | 8.6 (47.5)                |
| المتوسط اليومي °م (°ف)            | −11.9 (10.6)              | −10.6 (12.9)              | −4.8 (23.4)               | 2.4 (36.3)                | 10 (50)                   | 14.8 (58.6)               | 17.3 (63.1)               | 16.1 (61.0)               | 11.3 (52.3)               | 5.3 (41.5)                | −1.3 (29.7)               | −8.5 (16.7)               | 3.3 (37.9)                |
| متوسط درجة الحرارة الصغرى °م (°ف) | −17.2 (1.0)               | −16 (3)                   | −10.2 (13.6)              | −2.8 (27.0)               | 3.9 (39.0)                | 9 (48)                    | 11.7 (53.1)               | 10.7 (51.3)               | 6 (43)                    | 0.6 (33.1)                | −5.4 (22.3)               | −13.3 (8.1)               | −1.9 (28.6)               |
| أدنى درجة حرارة °م (°ف)           | −38.3 (−36.9)             | −39 (−38)                 | −34.5 (−30.1)             | −22.8 (−9.0)              | −12.2 (10.0)              | −2.2 (28.0)               | 0 (32)                    | −1.1 (30.0)               | −8.5 (16.7)               | −12.8 (9.0)               | −26 (−15)                 | −35 (−31)                 | −39 (−38)                 |
| الهطول مم (إنش)                   | 105.8 (4.17)              | 89.2 (3.51)               | 101.1 (3.98)              | 85.8 (3.38)               | 105.7 (4.16)              | 127.5 (5.02)              | 125.9 (4.96)              | 137.9 (5.43)              | 115.8 (4.56)              | 104.7 (4.12)              | 109.8 (4.32)              | 113.1 (4.45)              | 1٬322٫4 (52.06)           |
| المصدر: Environment Canada        |                           |                           |                           |                           |                           |                           |                           |                           |                           |                           |                           |                           |                           |